# Fakhri Ismail
Mohamed Fakhri Ismail (* 6. März 1991 in Bandar Seri Begawan) ist ein bruneiischer Leichtathlet und Fußballspieler.

## Sportkarriere

### Leichtathletik
2015 nahm Ismail an den Weltmeisterschaften in Peking und an den Südostasienspielen in Singapur teil. In Singapur stellte er über 100 Meter mit einer Zeit von 10,59 Sekunden einen neuen Landesrekord auf.
Bei den Olympischen Spielen 2016 in Rio de Janeiro startete bin Ismail über 100 Meter, schied jedoch im Vorlauf aus. Bei der Eröffnungsfeier war er Fahnenträger seines Landes.

### Fußball
Neben der Leichtathletik ist er auf der Stürmerposition als Fußballspieler in der Brunei Super League aktiv, derzeit beim Indera SC.